# Dimorphotricha australis
Dimorphotricha australis — вид грибів, що належить до монотипового роду  Dimorphotricha.

## Поширення та середовище існування
Знайдений на корі евкаліпта у штаті Вікторія, Австралія.